# Potzehne
Potzehne is een plaats en voormalige gemeente in de Duitse deelstaat Saksen-Anhalt, en maakt deel uit van de Landkreis Altmarkkreis Salzwedel.
Potzehne vormt samen met het naburige dorpje Parleib een Ortschaft binnen de gemeente Gardelegen. Potzehne zelf telde begin 2022 169 inwoners, in Parleib woonden toen 60 mensen. De dorpjes bestaan grotendeels van de akkerbouw (granen). Er wordt onder andere de graansoort gewone tarwe en de kruising triticale verbouwd.
Algenstedt · Berge · Breitenfeld · Dannefeld · Estedt · Gardelegen Stadt · Hemstedt · Hottendorf · Jävenitz · Jeggau · Jerchel · Jeseritz · Kassieck · Kloster Neuendorf · Köckte · Letzlingen · Lindstedt · Mieste · Miesterhorst · Peckfitz · Potzehne · Roxförde · Sachau · Schenkenhorst · Seethen · Sichau · Solpke · Trüstedt · Wannefeld · Wiepke · Zichtau